# Зрембиці
Зрембиці (пол. Zrębice) — село в Польщі, у гміні Ольштин Ченстоховського повіту Сілезького воєводства.
Населення — 1027 осіб (2011).

## Демографія
Демографічна структура станом на 31 березня 2011 року:
|          | Загалом | Допрацездатний вік | Працездатний вік | Постпрацездатний вік |
| -------- | ------- | ------------------ | ---------------- | -------------------- |
| Чоловіки | 504     | 104                | 360              | 40                   |
| Жінки    | 523     | 109                | 320              | 94                   |
| Разом    | 1027    | 213                | 680              | 134                  |